# جون سنايدر
جون سنايدر (بالإنجليزية: John Snyder)‏ هو لاعب كرة قاعدة أمريكي، ولد في 16 أغسطس 1974 في ساوثفيلد في الولايات المتحدة.

## وصلات خارجية
- جون سنايدر على موقعبيزبول رفرنس.كوم (الدوري الرئيسي) (الإنجليزية)